# Erica terminalis
Erica terminalis är en ljungväxtart som beskrevs av Richard Anthony Salisbury. Erica terminalis ingår i släktet klockljungssläktet, och familjen ljungväxter. Inga underarter finns listade i Catalogue of Life.

## Bildgalleri

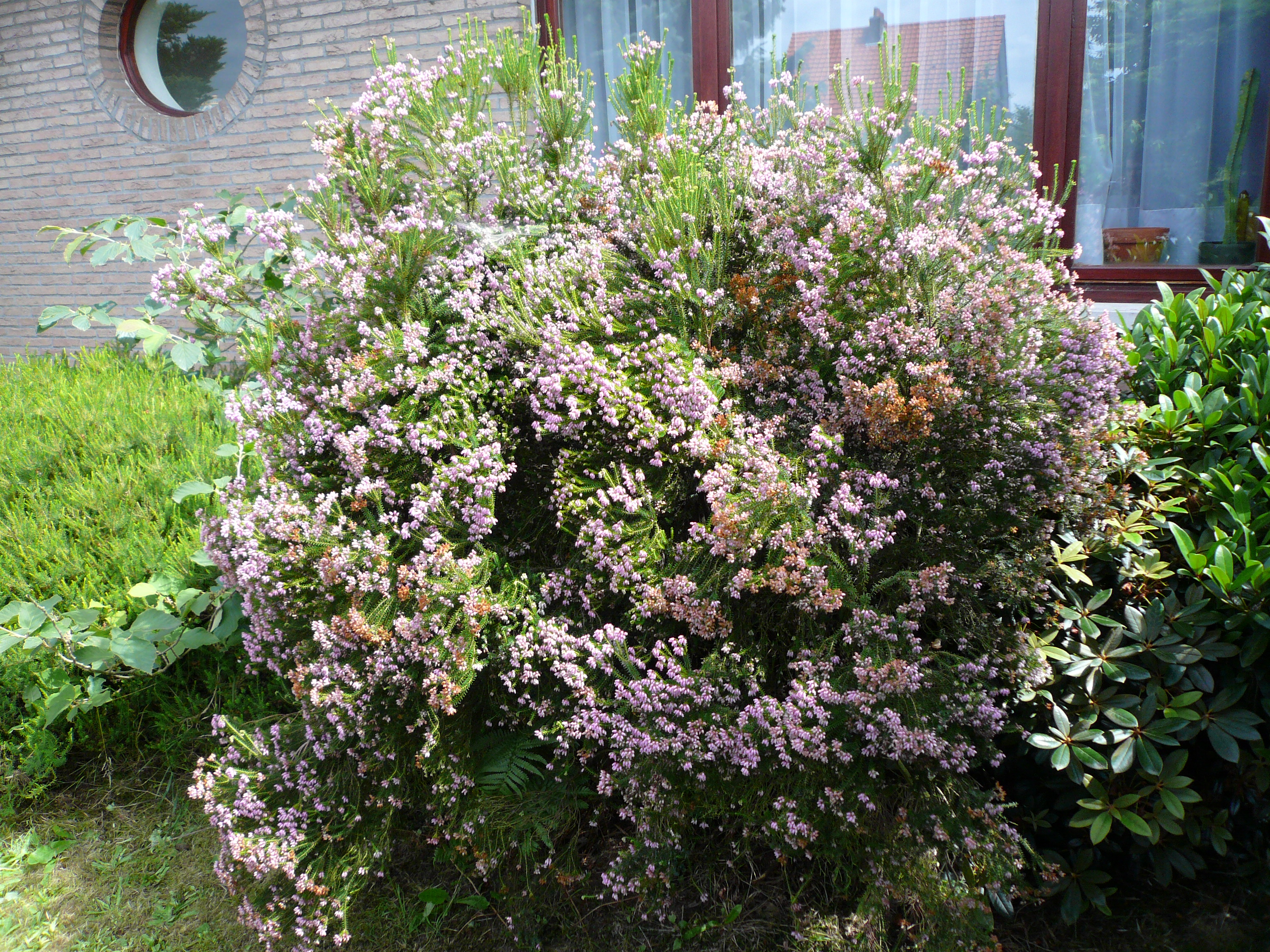
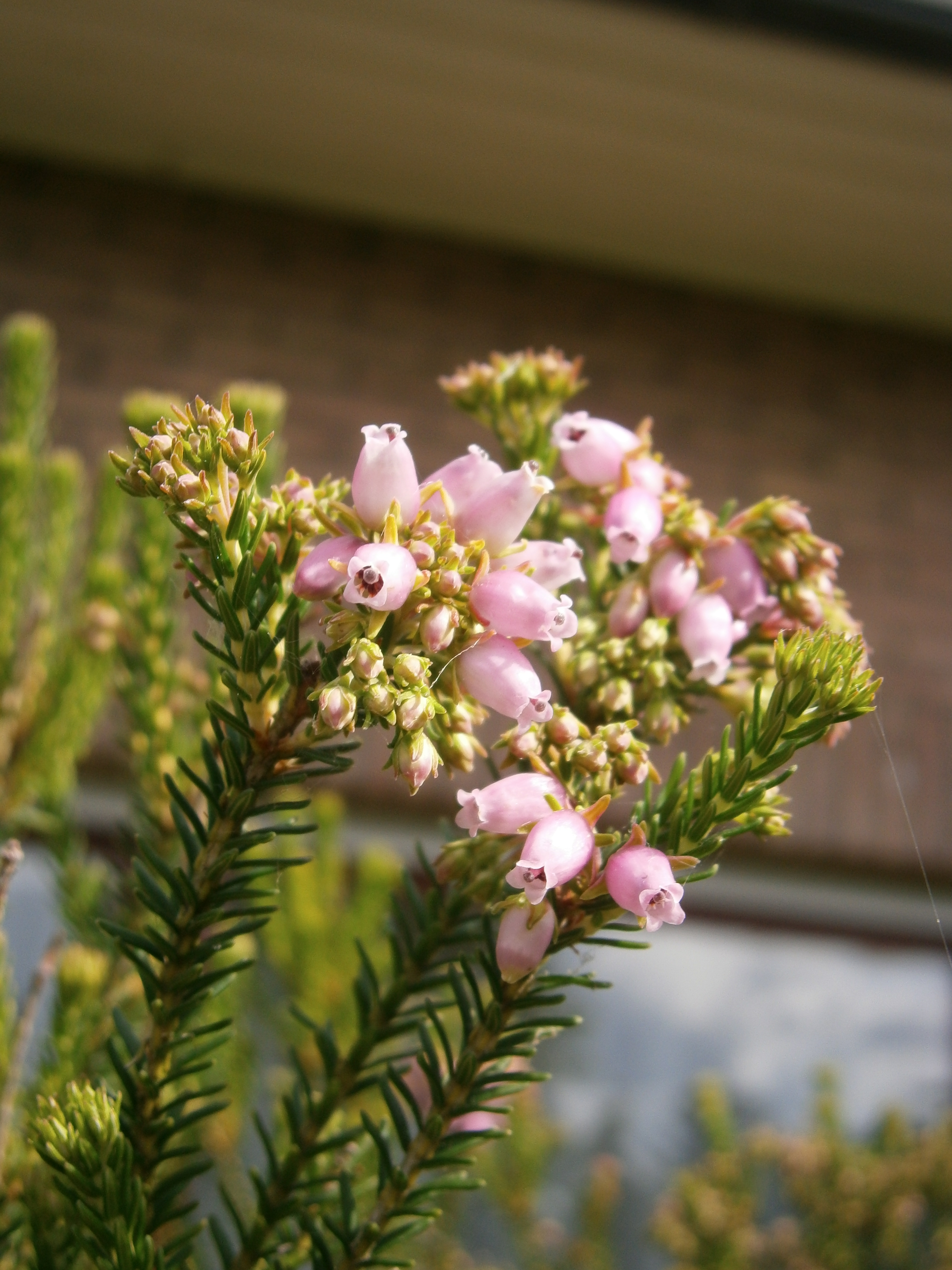
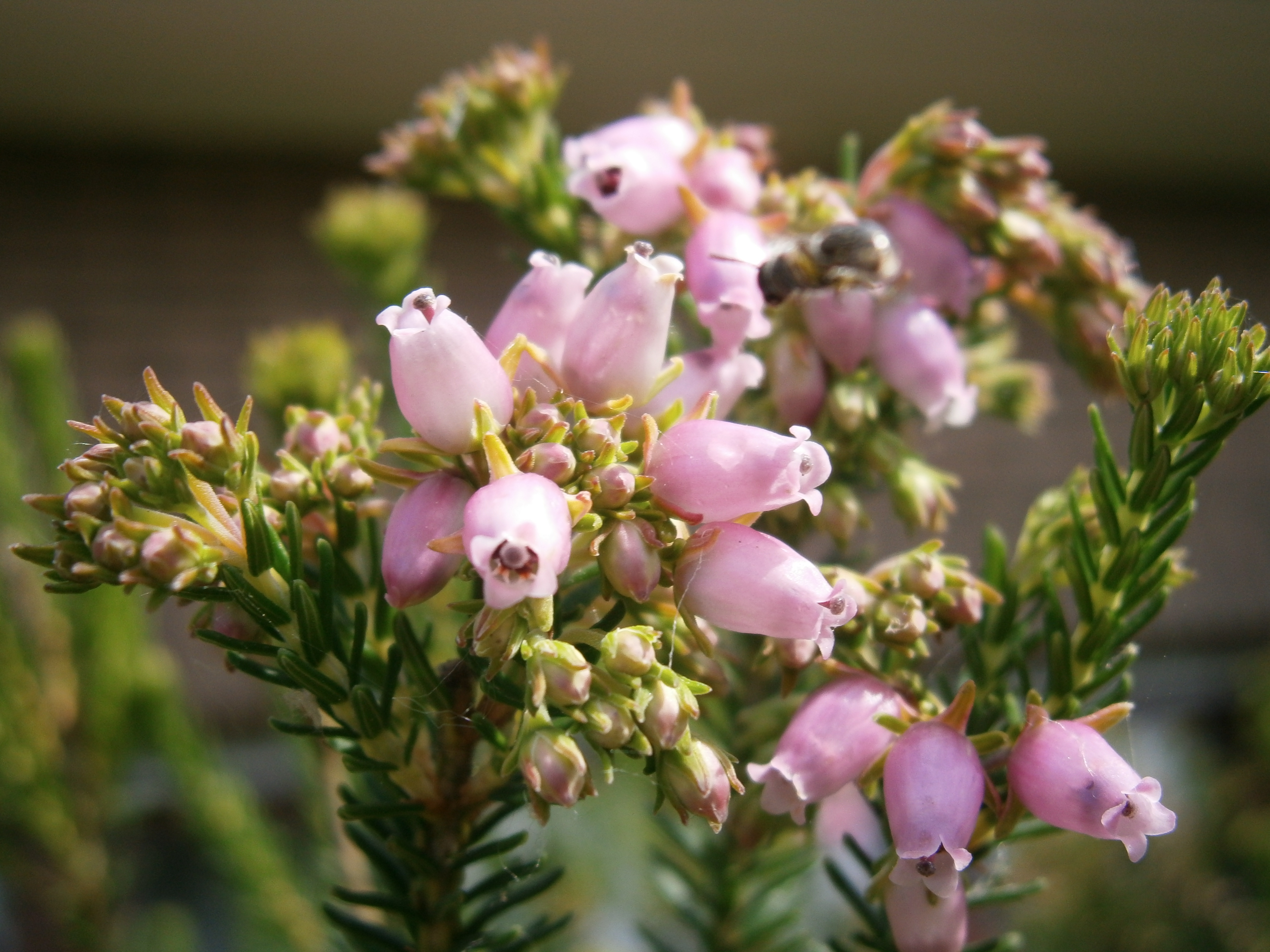
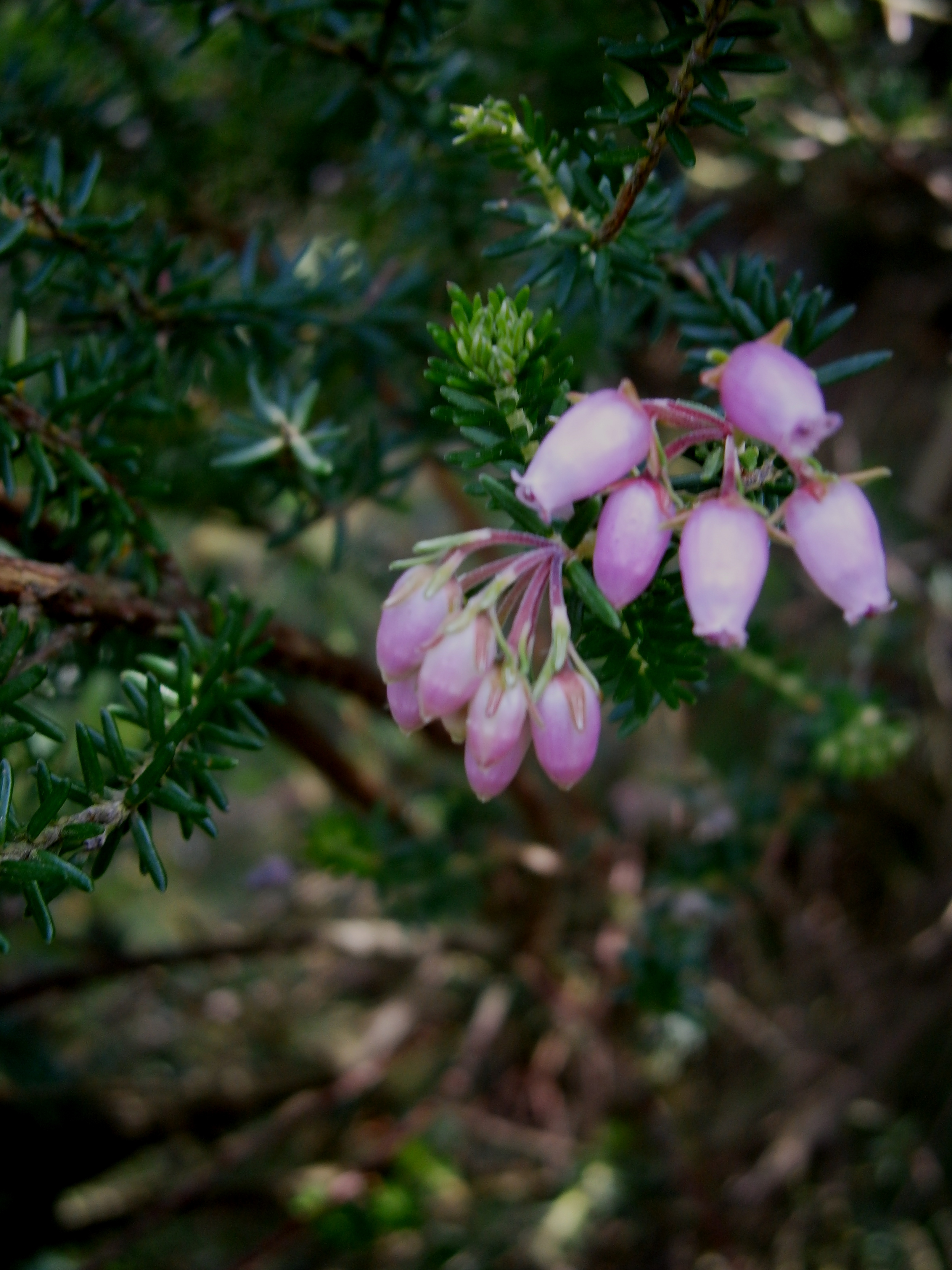
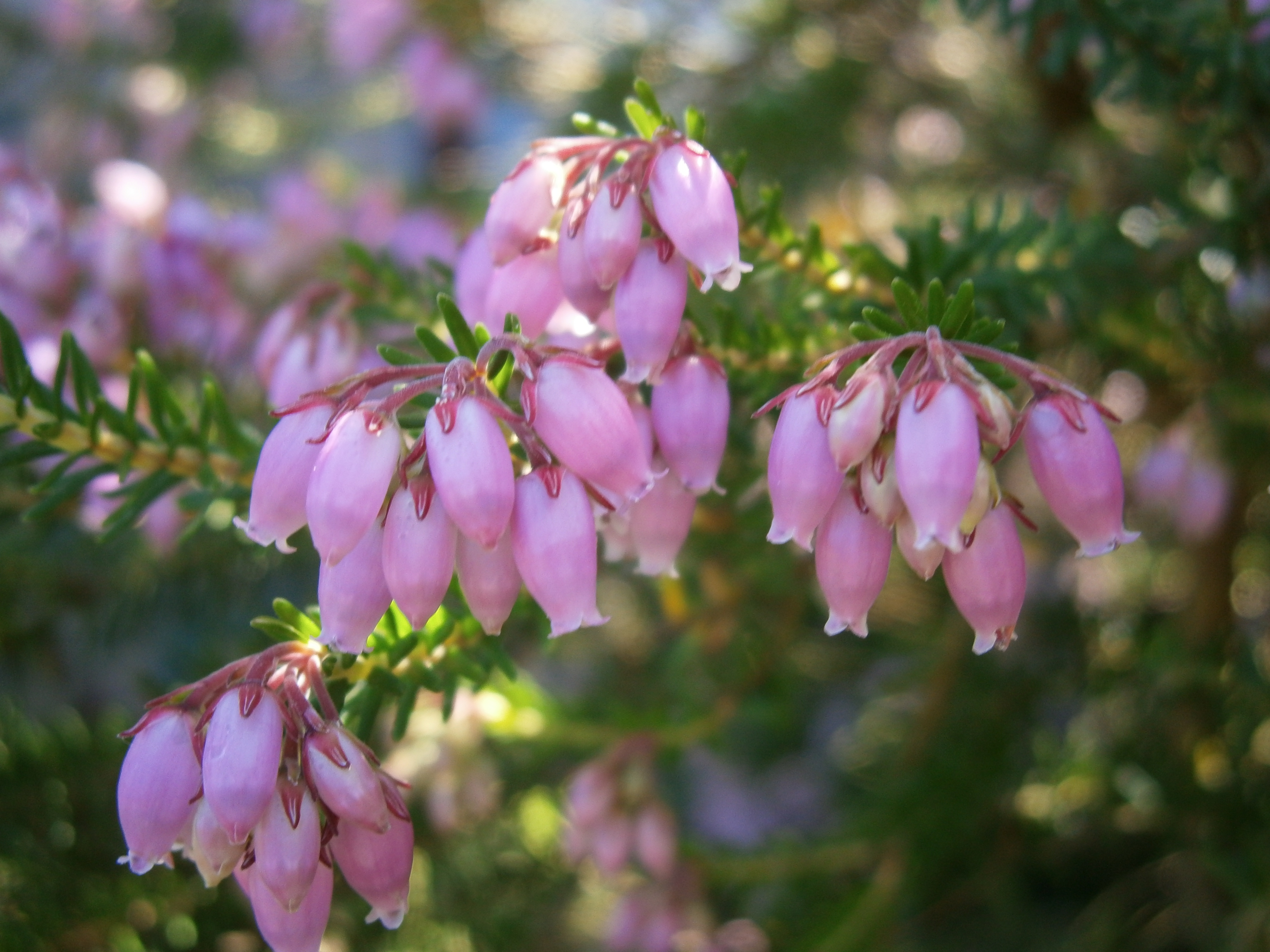